# Ante Pavelić (1869–1938)
Ante Pavelić (19 de maio de 1869 – 11 de fevereiro de 1938) foi um dentista e político croata e iugoslavo.  
Em fontes croatas, ele é geralmente referido como stariji (Sênior) ou zubar (o Dentista)  para ser distinguido do mais conhecido líder fascista e político do Estado Independente da Croácia, Ante Pavelić, que era vinte anos mais novo e membro de um Partido dos Direitos diferente.

## Biografia
A partir de 1906 foi membro do Parlamento Croata pelo Partido dos Direitos.  O Partido dos Direitos ao qual Pavelić pertencia era conhecido como Milinovci,  em homenagem ao seu líder Mile Starčević.
De 2 a 3 de março de 1918, Pavelić presidiu uma conferência que produziu a Resolução de Zagreb. Em 5 de outubro de 1918, presidiu também à sessão inicial da Assembleia Nacional do Estado dos Eslovenos, Croatas e Sérvios.  Em 19 de outubro, tornou-se vice-presidente da Assembleia Nacional.  Pavelić foi o autor da declaração do Parlamento croata de 29 de outubro de 1918, que reconheceu formalmente a Assembleia Nacional como a autoridade superior sobre a Croácia. 
Pavelić e outros começaram a negociar com o enviado sérvio à Assembleia Nacional Dušan T. Simović assim que a Hungria assinou uma trégua com os Aliados em 13 de outubro de 1918. Simović tinha dito que a sua vitória militar e o tratado com a Hungria lhes davam direito à maior parte do território do Estado dos Eslovenos, Croatas e Sérvios, enquanto Pavelić disse que queriam a unificação com a Sérvia, mas que precisavam de um estado federal, bem como uma delimitação da população croata e sérvia que pressuporia uma transferência populacional. Simović rejeitou a conversa sobre federalização e Pavelić cedeu, e não houve mais discussão sobre nenhuma das questões. 
Como delegado da Assembleia, ele leu a declaração sobre a união do Estado dos Eslovenos, Croatas e Sérvios com o Reino da Sérvia no Reino dos Sérvios, Croatas e Eslovenos em 1 de dezembro de 1918.  
Mais tarde, Pavelić juntou-se ao Partido Democrata, e em 1932 tornou-se Presidente do Senado do Reino da Iugoslávia. 